# ادواردو لوپز دی رومانیا
ادواردو لوپز دی رومانیا (انگلیسی: Eduardo López de Romaña؛ ۱۹ مارس ۱۸۴۷ – ۲۶ مه ۱۹۱۲) یک سیاست‌مدار اهل پرو و از سپتامبر ۱۸۹۹ تا سپتامبر ۱۹۰۳ رئیس‌جمهور این کشور بود. 